# Frocourt
Frocourt és un municipi francès, situat al departament de l'Oise i a la regió dels Alts de França. L'any 2007 tenia 509 habitants.

## Demografia

### Població
El 2007 la població de fet de Frocourt era de 509 persones. Hi havia 164 famílies de les quals 16 eren unipersonals (16 dones vivint soles i 16 dones vivint soles), 48 parelles sense fills, 80 parelles amb fills i 20 famílies monoparentals amb fills.
La població ha evolucionat segons el següent gràfic:
Habitants censats

### Habitatges
El 2007 hi havia 172 habitatges, 166 eren l'habitatge principal de la família, 4 eren segones residències i 2 estaven desocupats. Tots els 172 habitatges eren cases. Dels 166 habitatges principals, 155 estaven ocupats pels seus propietaris, 10 estaven llogats i ocupats pels llogaters i 1 estava cedit a títol gratuït; 1 tenia dues cambres, 13 en tenien tres, 44 en tenien quatre i 108 en tenien cinc o més. 136 habitatges disposaven pel capbaix d'una plaça de pàrquing. A 58 habitatges hi havia un automòbil i a 105 n'hi havia dos o més.

### Piràmide de població
La piràmide de població per edats i sexe el 2009 era:
| Homes | Edats   | Dones |
| ----- | ------- | ----- |
| 0     | 95 o +  | 0     |
| 0     | 90 a 94 | 0     |
| 0     | 85 a 89 | 0     |
| 0     | 80 a 84 | 4     |
| 0     | 75 a 79 | 0     |
| 0     | 70 a 74 | 12    |
| 0     | 65 a 69 | 0     |
| 12    | 60 a 64 | 8     |
| 4     | 55 a 59 | 4     |
| 24    | 50 a 54 | 24    |
| 32    | 45 a 49 | 28    |
| 8     | 40 a 44 | 12    |
| 28    | 35 a 39 | 28    |
| 24    | 30 a 34 | 32    |
| 4     | 25 a 29 | 4     |
| 12    | 20 a 24 | 12    |
| 24    | 15 a 19 | 24    |
| 16    | 10 a 14 | 16    |
| 28    | 5 a 9   | 36    |
| 24    | 0 a 4   | 24    |

## Economia
El 2007 la població en edat de treballar era de 358 persones, 268 eren actives i 90 eren inactives. De les 268 persones actives 252 estaven ocupades (131 homes i 121 dones) i 16 estaven aturades (11 homes i 5 dones). De les 90 persones inactives 31 estaven jubilades, 38 estaven estudiant i 21 estaven classificades com a «altres inactius».

### Ingressos
El 2009 a Frocourt hi havia 181 unitats fiscals que integraven 532 persones, la mediana anual d'ingressos fiscals per persona era de 21.611 €.

### Activitats econòmiques
Dels 7 establiments que hi havia el 2007, 3 eren d'empreses de construcció, 2 d'empreses de comerç i reparació d'automòbils, 1 d'una empresa d'informació i comunicació i 1 d'una empresa de serveis.
Dels 3 establiments de servei als particulars que hi havia el 2009, 1 era un paleta i 2 lampisteries.
L'any 2000 a Frocourt hi havia 5 explotacions agrícoles que ocupaven un total de 725 hectàrees.

## Equipaments sanitaris i escolars
El 2009 hi havia una escola elemental.

## Poblacions properes
El següent diagrama mostra les poblacions més properes.